# Msza wiernych

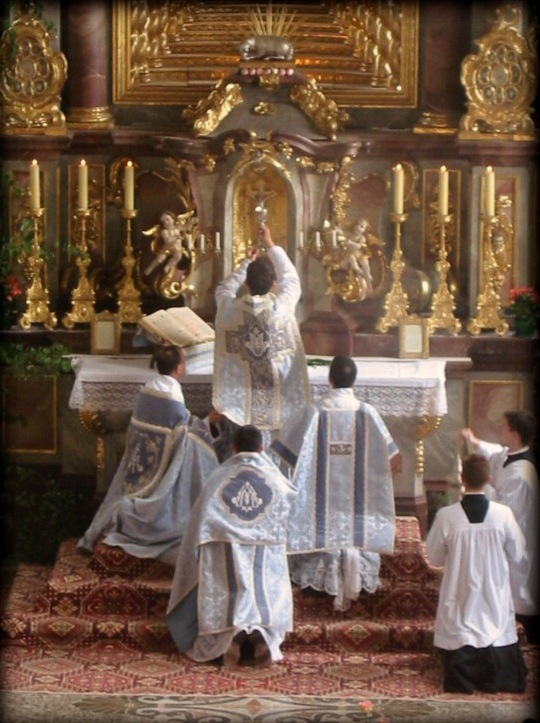
Msza sprawowana według nadzwyczajnej formy rytu rzymskiego

Msza wiernych – druga część mszy nadzwyczajnego formy rytu rzymskiego (pierwszą jest msza katechumenów.) Na mszę wiernych składają się następujące obrzędy:
1. Ofiarowanie - Po Ewangelii lub Credo kapłan zwraca się z pozdrowieniem do ludu: "Dominus vobiscum". Następnie mówi: "Oremus - módlmy się" i odmawia Offertorium. Jest to wiersz psalmu Starego lub Nowego Zakonu. Następnie rozbiera kielich i ofiarowuje Bogu chleb. Mówi wtedy: "Przyjmij, Ojcze święty - Suscipe sancte Pater". Następnie ofiarowuje wino i mówi: "Boże, któryś godność natury ludzkiej cudownie utworzył - Deus, qui humanae". Wznosi kielich z winem i ofiaruje je Bogu, mówiąc: "Ofiarujemy Ci, Panie, kielich zbawienia - Offerimus tibi, Domine". Odstawia kielich i błogosławi dary.
2. Lavabo - następnie dochodzi do obmycia rąk kapłana. Kiedyś kapłan składał ofiary i musiał mieć czyste ręce. Dzisiaj jest to tylko symboliczne obmycie. Odmawia w tym czasie psalm 25. Odmawia też modlitwę "Przyjmij, Trójco święta tę ofiarę - Suscipe, sancta Trinitas", aby Trójca Święta przyjęła dary.
3. Modlitwa "Orate fratres" – "Módlcie się, bracia"  - w tej modlitwie kapłan zachęca lud do złączenia się w błaganiu o przyjęcie ofiary.
4. Sekreta - ofiarowanie kończy się sekretą, czyli cichą modlitwą kapłana.
Następnie zaczyna się kanon mszy świętej, czyli część obrzędów, która zakończy się komunią świętą. Na kanon mszy świętej składają się:
5. Prefacja - wstępem do kanonu jest prefacja kończąca się słowami "Sanctus – Święty".
6. Modlitwy przed Przeistoczeniem - mamy pięć modlitw przed Przeistoczeniem:
- „Te igitur - Ciebie, najłaskawszy Ojcze”
- „Memento za żyjących”
- „Communicantes”
- „Hanc igitur”
- „Quam oblationem”

7. Przeistoczenie - najważniejsza część mszy wiernych. Kapłan bierze ofiarowany chleb i wino i przemienia chleb oraz wino w prawdziwe ciało i krew Chrystusa. Wypowiada takie słowa: „Bierzcie i pożywajcie z tego wszyscy: To jest bowiem ciało moje..." i „Bierzcie i pożywajcie z tego wszyscy: To jest bowiem kielich krwi mojej...”. Podczas wypowiadania słów kapłan podnosi Hostię i kielich w górę.
8. Modlitwy Kanonu po Przeistoczeniu - kapłan odprawia modlitwy, aby pokazać, że prawdziwe ciało i prawdziwa krew Chrystusa została ofiarowana, a nie hostia i wino. Kanon składa się z następujących modlitw:
- „Przeto pomni - Unde et memores”
- „Na te dary racz spojrzeć - Supra quae”
- „Pokornie prosimy Cię - Supplices te rogamus”
- „Memento”
- „Także nam grzesznym - Nobis quoque”

Po wypowiedzeniu tych modlitw kapłan żegna kielich Hostią Świętą, aby pokazać, że Bóg wszystko stworzył, wszystko poświęca, błogosławi i udziela nam przez jedynego pośrednika, tj. przez Jezusa Chrystusa. Podnosi kielich z Hostią i odkłada go na ołtarz.
9. Komunia (uczta ofiarna) - Pan Jezus dał nam możliwość spożywania swojego ciała, dlatego też po Przeistoczeniu spożywamy komunię świętą. Obrzędy komunii świętej są następujące:
10.  Modlitwa „Ojcze nasz - Pater noster” - przygotowanie do komunii zaczyna się "Modlitwą Pańską".
11. Łamanie chleba - na pamiątkę pierwotnego łamania chleba pszennego łamie Hostię na trzy części. Najmniejszą składa w kielichu, a dwie pozostałe na patenie.
12.  Agnus Dei  - następnie kapłan uderza się w pierś trzykrotnie, mówiąc: „Baranku Boży, który gładzisz grzechy świata, zmiłuj się nad nami - Agnus Dei”, a na zakończenie: „Daj nam pokój”.
13.  Modlitwy przygotowawcze - następnie odmawia się trzy modlitwy przygotowawcze:
- „Panie, któryś powiedział - Domine, qui dixisti”
- „Panie Jezu Chryste, Synu Boga żywego - Domine Jesu Christe. Fili Dei”
- „Perceptio Corporis - Przyjęcie Ciała Twego”

14. Komunia kapłańska - kapłan bierze Hostię w lewą rękę i wypowiada słowa: „Panie, nie jestem godzien, abyś wszedł pod dach mój, ale rzeknij tylko słowo, a będzie uzdrowiona dusza moja - Domine, non sum dignus”. Następnie spożywa ciało Chrystusa i wypija jego krew.
15. Komunia wiernych - zarówno kapłan, jak i wierni otrzymują komunię świętą. Ten obrzęd przebiega w następujący sposób:
16. Confiteor (spowiedź powszechna) - kapłan z ministrantami i inną służbą liturgiczną odmawia spowiedź powszechną. Następnie zwraca się do ludzi ze słowami: „Oto Baranek Boży, oto, który gładzi grzechy świata - Ecce Agnus Dei i trzykrotnie: „Panie, nie jestem godzien - Domine, non sum dignus”. Schodzi po stopniach ołtarza i rozdaje komunię, mówiąc do wiernego: „Ciało Pana naszego Jezusa Chrystusa niech strzeże duszy twej ku żywotowi wiecznemu. Amen”.
17.  Zakończenie mszy świętej - po obmyciu kielicha odmawia antyfonę na komunię: „Communio” (Komunia). Następnie pozdrawia wiernych słowami: „Dominus vobiscum” i odmawia ostatnią uroczystą modlitwę z mszału - „Postcommunio”. Potem wraca do ołtarza i mówi: Ite, missa est - Idźcie, Msza skończona” lub „Benedicamus Domino - Błogosławmy Panu”, a w mszach żałobnych: „Requiescant in pace - Niech odpoczną w pokoju”. Po krótkiej modlitwie błogosławi lud. Następnie idzie na prawą stronę ołtarza i odmawia Ostatnią Ewangelię. Potem odmawia się inne przypisane modlitwy.

## Źródła opracowania
- http://www.ministrant.krzyz.org/szmyd.htm